# شهرستان سیلور بو (مونتانا)
شهرستان سیلور بو، مونتانا (به انگلیسی: Silver Bow County, Montana) یک سکونتگاه مسکونی در ایالات متحده آمریکا است که در ایالت مونتانا واقع شده‌است.

## خصوصیات
شهرستان سیلور بو ۱٬۸۶۲٫۲۱ کیلومترمربع مساحت دارد.